# ناحية بارزان
ناحية برزان وهي أحد النواحي التابعة لقضاء ميركسور في محافظة أربيل في العراق الواقع على حدود تركيا.

## المناخ
يظهر الجدول التالي التغييرات المناخية على مدار السنة لناحية بارزان:
| البيانات المناخية لـناحية بارزان  | البيانات المناخية لـناحية بارزان | البيانات المناخية لـناحية بارزان | البيانات المناخية لـناحية بارزان | البيانات المناخية لـناحية بارزان | البيانات المناخية لـناحية بارزان | البيانات المناخية لـناحية بارزان | البيانات المناخية لـناحية بارزان | البيانات المناخية لـناحية بارزان | البيانات المناخية لـناحية بارزان | البيانات المناخية لـناحية بارزان | البيانات المناخية لـناحية بارزان | البيانات المناخية لـناحية بارزان | البيانات المناخية لـناحية بارزان |
| الشهر                             | يناير                            | فبراير                           | مارس                             | أبريل                            | مايو                             | يونيو                            | يوليو                            | أغسطس                            | سبتمبر                           | أكتوبر                           | نوفمبر                           | ديسمبر                           | المعدل السنوي                    |
| --------------------------------- | -------------------------------- | -------------------------------- | -------------------------------- | -------------------------------- | -------------------------------- | -------------------------------- | -------------------------------- | -------------------------------- | -------------------------------- | -------------------------------- | -------------------------------- | -------------------------------- | -------------------------------- |
| متوسط درجة الحرارة الكبرى °م (°ف) | 9.0 (48.2)                       | 10.5 (50.9)                      | 14.7 (58.5)                      | 20.6 (69.1)                      | 27.8 (82.0)                      | 34.5 (94.1)                      | 38.7 (101.7)                     | 38.8 (101.8)                     | 34.8 (94.6)                      | 27.4 (81.3)                      | 17.9 (64.2)                      | 10.9 (51.6)                      | 23.8 (74.8)                      |
| المتوسط اليومي °م (°ف)            | 4.3 (39.7)                       | 5.5 (41.9)                       | 9.4 (48.9)                       | 14.8 (58.6)                      | 21.1 (70.0)                      | 26.9 (80.4)                      | 30.9 (87.6)                      | 30.8 (87.4)                      | 26.6 (79.9)                      | 20.0 (68.0)                      | 12.3 (54.1)                      | 6.3 (43.3)                       | 17.4 (63.3)                      |
| متوسط درجة الحرارة الصغرى °م (°ف) | −0.3 (31.5)                      | −0.6 (30.9)                      | 4.2 (39.6)                       | 9.0 (48.2)                       | 14.4 (57.9)                      | 19.4 (66.9)                      | 23.2 (73.8)                      | 22.8 (73.0)                      | 18.4 (65.1)                      | 12.7 (54.9)                      | 6.7 (44.1)                       | 1.7 (35.1)                       | 11.0 (51.8)                      |
| معدل هطول الأمطار مم (إنش)        | 151 (5.9)                        | 172 (6.8)                        | 150 (5.9)                        | 114 (4.5)                        | 37 (1.5)                         | 1 (0.0)                          | 0 (0)                            | 0 (0)                            | 1 (0.0)                          | 19 (0.7)                         | 88 (3.5)                         | 106 (4.2)                        | 839 (33)                         |
| المصدر: Climate-Data              |                                  |                                  |                                  |                                  |                                  |                                  |                                  |                                  |                                  |                                  |                                  |                                  |                                  |

## أعلام
- عبيد الله مصطفى البارزاني
- نيجيرفان بارزاني
- عبد السلام البارزاني
- إدريس البارزاني
- مصطفى البارزاني